# Елатея (Епір)

Епір в античності

Елатея або Елатія ( грец. Ἐλάτεια   ),  також Елатрея або Елатрія (Ἐλατρία),  було містом Кассопаї в Теспротії, в стародавньому Епірі, згаданий Страбон, поряд з Батіаєм і Пандозією . Кажуть, що це була колонія Еліди (у [[Пелопорі сучасного села Паліорофоро. Це місце було заселено з доісторичних часів. Археологи припускають, що поселення було укріплене полігональною 1690 метровою стіною в окружності, яка охоплювала територію, що відповідає приблизно 3800 населенням. 

## Дивіться також
- Список міст Стародавнього Епіру